# چزاره پاوزه
چزاره پاوزه نیز چه زاره پاوه زه (به ایتالیایی: Cesare Pavese) (زادهٔ ۹ سپتامبر ۱۹۰۸ – درگذشته ۱۷ اوت ۱۹۵۰) رمان‌نویس، شاعر، مترجم و منتقد ادبی اهل ایتالیا بود. به نظر بسیاری بهترین رمان او ماه و آتش است.
چزاره پاوزه از چهره‌های مهم ادبی قرن بیستم این کشور است. او از آن دسته نویسندگان ایتالیاست که ادبیات این کشور را متحول کردند. پاوزه سهم به سزایی در شناساندن نویسندگان آمریکایی در ایتالیا داشته‌است.

## زندگی

### کودکی
چزاره پاوزه در نهم سپتامبر ۱۹۰۸ در روستای کوچک سنتو استفانو بلبو «Santo Stefano Belbo» نزدیکی شهر تورین به دنیا آمد. در سن شش سالگی پدرش بر اثر سرطان مغز درگذشت و ضربه این فاجعه تا پایان عمر با او ماند. از آن پس تربیت او را مادرش به عهده گرفت که سختگیری‌های شدیدش در شکل‌گیری شخصیت به شدت درون‌گرای پاوزه بی تأثیر نبود. طوری که بسیاری در معرفی ابتدایی او از پاوزه به عنوان مردی خجالتی که همیشه آماده مخفی ماندن از دیگران است، نام می‌برند.

### فعالیت ادبی
چزاره پاوزه هم‌زمان با پایان تحصیلات مدرسه دو سال به آموزش زبان یونانی و لاتین گذراند و از همان سال‌ها علاقه‌اش به ادبیات شروع شد. او در دانشکده ادبیات دانشگاه تورین، با اشتیاق زیاد شروع به یادگیری زبان انگلیسی کرد. پاوزه انگلیسی را به شوق آشنایی با ادبیات آمریکا و به قصد تعمق بیشتر با آثار والت ویتمن شاعرو نویسنده آمریکایی و پدیدآورنده شعر آزاد در آمریکا آغاز کرد و پایان‌نامه دانشگاهی خود را نیز به تفسیر اشعار والتمن اختصاص داد. او همچنین نقش مهمی در شناساندن ادبیات و نویسندگان آمریکایی در ایتالیا دارد.
پاوزه مقالات و همچنین کتاب‌هایی از جمله رمان، شعر و داستان از ادبیات آمریکا، از زبان انگلیسی به ایتالیایی برگردانده‌است که از جمله می‌توان به ترجمه «موبی دیک» اثر هرمان ملویل و «چهره مرد هنرمند در جوانی» نوشته جیمز جویس اشاره کرد. بعدها ملویل تأثیر به سزایی در آثار تألیفی پاوزه داشت، تا جایی که در آثارش می‌بینیم که به افسانه‌ها، سمبل‌ها و اسطوره‌ها توجه زیادی نشان داده‌است.
از جمله کتاب‌های بسیار مهم چزاره پاوزه، «گفتگوهایی با لئوکو» است که چند سال پیش به فارسی نیز برگردانده شد. این کتاب مجموعه ۲۷ گفتگو با شخصیت‌های افسانه‌ای و اسطوره‌ای است.

### فعالیت سیاسی
ارتباط و دوستی پاوزه با چندین نویسنده و روشنفکر آن زمان، در ورود او به تشکیلات ضد فاشیستی مؤثر بود. از جمله می‌توان به Leone Ginzburg, Norberto Bobbio, Massimo Mila و Giulio Einaudi اشاره کرد.
گروهی از روشنفکران ایتالیا که اسامی ذکر شده هم از رهبرانش بودند، جنبشی را به نام «عدالت و آزادی» عیله فاشیسم به راه انداختند که در همان ابتدای کار یعنی سال ۱۹۳۴ تعدادی از آنها دستگیر شدند. پاوزه نیز به عنوان یکی از فعالان جنبش «عدالت و آزادی» در سال ۱۹۳۵ در ادامه بازداشت‌ها، دستگیر و به سه سال زندان محکوم شد.
کار در مجله ضد فاشیستی «فرهنگ» یا «لاکولتورا» و هم چنین یکی از بنیانگذاران انتشارات Einaudi (در حال حاضر یکی از مهم‌ترین انتشارات ایتالیاست) بودن، که این مجله زیر نظرش منتشر می‌شد، یکی از دلایل بازداشت پاوزه بود. تجربه این سه سال، هم در داستان «زندان» و هم در رمان «رفیق» منتشر شده‌است. پاوزه پس از آزادی از زندان مبارزه با فاشیست را کنار نگذاشت و بین سال‌های ۱۹۴۳ تا ۱۹۴۵ با پارتیزانهای جنبش مقاومت ضد فاشیست در بلندی‌های «پیه مونت» زندگی کرد.

### سبک نوشتار
آثار تألیفی او مانند تمام هم‌نسلانش متأثر از جنگ‌های جهانی، فاشیسم و جنبش‌های مدرن سیاسی و ادبی است. تأثیر جنگ جهانی، فاشیسم و مظاهر جامعه‌ای که در آن زندگی می‌کرد، به خوبی در آثارش مشهود است. آثار پاوزه را می‌توان در قالب رئالیست یا نئورئالیست دسته‌بندی کرد که اکثراً متأثر از فضای اجتماعی پیرامون‌اش هستند. تنهایی و خیانت از موضوعات تکرارشونده در آثار اوست.
بسیاری از شخصیت های‌پاوزه در برابر رخ دادها و انتخاب‌هایشان تنها هستند و قهرمانانش گرچه با دیگران ارتباط برقرار می‌کنند، اما این ارتباط سطحی باقی می‌ماند. از دیگر خصوصیات آثار او این بود که شخصیت‌های داستانی‌اش می‌توانستند جهان‌شمول باشند.

### درگذشت
چزاره پاوزه در روز ۲۷ اوت ۱۹۵۰ در سن ۴۲ سالگی در هتلی به نام «رم» در شهر تورین، در اوج شهرت و زمانی که هنوز چند ماهی از دریافت جایزه «استرگا» که مهم‌ترین جایزه ادبی ایتالیا است نگذشته بود، دست به خودکشی زد و درگذشت. سال ۱۹۵۷ هفت سال پس از مرگ او جایزهٔ ادبی چزاره پاوزه در ایتالیا بنیانگذاری شد.

## آثار

### رمان‌ها
- روستاهای تو (۱۹۴۱)
- گ‍ف‍ت‍گ‍وه‍ای‍ی ب‍ا ل‍ئ‍وک‍و (۱۹۴۷)
- در جمع زنان (۱۹۴۹)
- ماه و آتش (۱۹۵۰)
- زن‌ستیزی و رفیق (۱۹۵۰)

### ترجمه‌ها
- موبی دیک، نوشتهٔ هرمان ملویل
- چهره مرد هنرمند در جوانی، نوشتهٔ جیمز جویس